# 1469

سنة 1469 كانت سنة بسيطة تبدأ يوم الأحد حسب التقويم اليولياني.

## مواليد
- الغورو ناناك
- رودريغو دي تريانا
- فاسكو دا غاما
- 3 مايو - الفيلسوف الايطالي نيكولو مكيافيلي صاحب كتاب الامير.
- 31 مايو - مانويل الأول ملك البرتغال